# Mahrajganj (dystrykt Azamgarh)
Mahrajganj – miasto w północnych Indiach w stanie Uttar Pradesh, na Nizinie Hindustańskiej.
Populacja miasta w 2001 roku wynosiła 6861 mieszkańców.